# Anthophora soikai
Anthophora soikai är en biart som beskrevs av Raymond Benoist 1961. Anthophora soikai ingår i släktet pälsbin, och familjen långtungebin. Inga underarter finns listade i Catalogue of Life.